# Frayssinet-le-Gélat
Frayssinet-le-Gélat település Franciaországban, Lot megyében. Lakosainak száma 375 fő (2022. január 1.). Frayssinet-le-Gélat Saint-Caprais, Loubejac, Villefranche-du-Périgord, Cassagnes, Goujounac, Montcléra és Pomarède községekkel határos.

## Népesség
A település népességének változása:
| Lakosok száma | 447  | 355  | 412  | 400  | 353  | 354  | 358  | 361  | 365  | 375  |
|               | 1968 | 1982 | 1990 | 2006 | 2013 | 2015 | 2017 | 2019 | 2020 | 2022 |